# Football Club Chiasso 2016-2017
Questa voce raccoglie le informazioni riguardanti il Football Club Chiasso nelle competizioni ufficiali della stagione 2016-2017.

## Stagione
Nella stagione 2016-2017 il Chiasso, allenato da Giuseppe Scienza e Baldo Raineri, concluse il campionato di Challenge League all'8º posto. In Coppa Svizzera il Chiasso fu eliminato agli ottavi di finale dal Winterthur.

## Rosa
| N. |                        | Ruolo | Calciatore         |
| -- | ---------------------- | ----- | ------------------ |
| 1  | Italia (bandiera)      | P     | Andrea Guatelli    |
| 3  | Svizzera (bandiera)    | D     | Michele Monighetti |
| 6  | Italia (bandiera)      | C     | Stefane Rauti      |
| 10 | Serbia (bandiera)      | C     | Veljko Simić       |
| 12 | Svizzera (bandiera)    | D     | Simone Belometti   |
| 14 | Italia (bandiera)      | C     | Carte Said         |
| 15 | Svizzera (bandiera)    | D     | Gianni Kandiah     |
| 20 | Italia (bandiera)      | C     | Giuseppe Palma     |
| 21 | Paesi Bassi (bandiera) | A     | Ryan Hiwat         |
| 22 | Italia (bandiera)      | C     | Saverio Manfreda   |
| 22 | Svizzera (bandiera)    | C     | Alban Ramadani     |
| 25 | Svizzera (bandiera)    | P     | Alessio Bellante   |
| 27 | Italia (bandiera)      | C     | Andrea Padula      |
| 28 | Croazia (bandiera)     | D     | Ilija Ivić         |
| 29 | Kosovo (bandiera)      | C     | Eris Abedini       |

| N. |                           | Ruolo | Calciatore          |
| -- | ------------------------- | ----- | ------------------- |
| 32 | Austria (bandiera)        | A     | Deniz Mujic         |
| 34 | Svizzera (bandiera)       | A     | Alberto Regazzoni   |
| 35 | Svizzera (bandiera)       | P     | Luigi Di Lauro      |
| 36 | Svizzera (bandiera)       | D     | Alban Selmanaj      |
| 37 | Svizzera (bandiera)       | D     | Luca Fomasi         |
| 44 | Croazia (bandiera)        | D     | Marijan Urtic       |
| 51 | Svizzera (bandiera)       | P     | Miodrag Mitrovič    |
| 57 | Francia (bandiera)        | A     | Younes Bnou Marzouk |
| 80 | Costa d'Avorio (bandiera) | A     | Gui                 |
| 90 | Italia (bandiera)         | D     | Mattia Cinquini     |
| 96 | Albania (bandiera)        | A     | Fabian Lokaj        |
| 97 | Svizzera (bandiera)       | D     | Samuel Delli Carri  |
| 99 | Svizzera (bandiera)       | D     | Nicola Nilović      |
|    | Svizzera (bandiera)       | D     | Thomas Fekete       |

## Organigramma societario
Area tecnica
- Allenatore: Baldo Raineri
- Allenatore in seconda:
- Preparatore dei portieri:
- Preparatori atletici:
- Collaboratori: Cristian Boscolo, Mattia Croci-Torti
- Direttore Sportivo: Fabio Galante
- Team Manager:  Christian Lurati
- Preparatore atletico: Stefano Faletti
- Allenatore dei portieri: Enricomaria Malatesta
- Fisioterapista/Massaggiatore: Tommaso Leone

## Calciomercato

### Sessione estiva
| Acquisti | Acquisti             | Acquisti        | Acquisti |
| R.       | Nome                 | da              | Modalità |
| -------- | -------------------- | --------------- | -------- |
| D        | Samuel Delli Carri   | Carpi           |          |
| A        | Đorđe Šušnjar        | Lugano          |          |
| D        | Ivan Lurati          | Lugano II       |          |
| C        | Théo Reymond         | Sion II         |          |
| D        | Daniel Kaufmann      | Vaduz           |          |
| P        | Alessio Bellante     | Lugano          |          |
| A        | Gui                  | Académica       |          |
| A        | Ryan Hiwat           | Virtus Lanciano |          |
| C        | Dario Lagrotteria    | Team Ticino U18 |          |
| C        | Nikola Milosavljević | Lugano          |          |
| A        | Deniz Mujic          | Sciaffusa       |          |
| C        | Stefane Rauti        | Sion            |          |
| C        | Veljko Simić         | Sciaffusa       |          |
| D        | Marijan Urtic        | Wohlen          |          |

| Cessioni | Cessioni              | Cessioni    | Cessioni |
| R.       | Nome                  | a           | Modalità |
| -------- | --------------------- | ----------- | -------- |
| C        | Faicel Hanachi        | Köniz       |          |
| P        | Sebastiano Romano     | Vedeggio    |          |
| D        | Steve Rouiller        | Lugano      |          |
| A        | Stefan Mihajlović     | Borac Čačak |          |
| A        | Alessandro Ciarrocchi | Aarau       |          |
| A        | Sergio Cortelezzi     | Le Mont     |          |
| C        | Marco Franin          | Brühl       |          |
| D        | Vladimir Golemić      | Lugano      |          |
| C        | Simon Laner           | Verona      |          |
| D        | Nicholas Lüchinger    | Sion        |          |
| C        | Andrea Maccoppi       | Losanna     |          |
| D        | Nicolas Madero        | Palencia    |          |
| C        | Dragan Mihajlović     | Lugano      |          |
| P        | Ulisse Pelloni        | Aarau       |          |

### Sessione invernale
| Acquisti | Acquisti            | Acquisti                  | Acquisti |
| R.       | Nome                | da                        | Modalità |
| -------- | ------------------- | ------------------------- | -------- |
| D        | Beg Ferati          | Sion                      |          |
| C        | Saverio Manfreda    | Locarno                   |          |
| D        | Alban Selmanaj      | YF Juventus               |          |
| C        | Alban Ramadani      | Maceratese                |          |
| A        | Younes Bnou Marzouk | Template:Calcio Angers II |          |
| C        | Carte Said          | Brescia                   |          |
| D        | Mattia Cinquini     | Nea Salamis               |          |
| D        | Simone Belometti    | Lugano                    |          |
| D        | Thomas Fekete       | Aarau                     |          |

| Cessioni | Cessioni             | Cessioni   | Cessioni |
| R.       | Nome                 | a          | Modalità |
| -------- | -------------------- | ---------- | -------- |
| C        | Salvatore Guarino    | Brühl      |          |
| C        | Théo Reymond         | Mendrisio  |          |
| D        | Daniel Kaufmann      | Vaduz      |          |
| D        | Antonio Felitti      | Bellinzona |          |
| C        | Fabio Cariglia       | Mendrisio  |          |
| A        | Gioele Franzese      | Lugano     |          |
| C        | Nikola Milosavljević | Sion       |          |
| D        | Ivan Lurati          | Sion       |          |
| C        | Dario Lagrotteria    | Mendrisio  |          |

## Risultati

### Challenge League

#### Prima fase, girone di andata
| Arbitro: | Jancevski |

|             |           |                |
| Rossini 58’ | Marcatori | 62’ Monighetti |

| Arbitro: | Dudic |

|                            |           |                                 |
| Felitti 4’ Lagrotteria 85’ | Marcatori | 10’, 84’ Demhasaj 74’ Gautreaux |

| Arbitro: | Ovcharov |

|  |           |             |
|  | Marcatori | 82’ Mangold |

| Arbitro: | Jaccottet |

|                    |           |                |
| Schultz 68’ (rig.) | Marcatori | 18’, 35’ Mujic |

| Arbitro: | Tschudi |

|          |           |                       |
| Mujic 5’ | Marcatori | 8’ Mobulu 58’ Sessolo |

| Arbitro: | Erlachner |

|          |           |              |
| Nsame 2’ | Marcatori | 88’ Franzese |

| Arbitro: | Tschudi |

|               |           |  |
| Čavušević 47’ | Marcatori |  |

| Arbitro: | Jancevski |

|            |           |                          |
| Lurati 32’ | Marcatori | 16’ Sejmenović 85’ Gomes |

| Arbitro: | Pache |

|  |           |                                         |
|  | Marcatori | 47’, 90’ Roux 65’ Yılmaz 90’ Vonlanthen |

#### Prima fase, girone di ritorno
| Baulmes 1º ottobre 2016, ore 17:45 CEST 10ª giornata | Le Mont   | 0 – 0 referto | Chiasso | Stadio Sous-Ville (450 spett.)\| Arbitro: \| Fähndrich \| |
| Arbitro:                                             | Fähndrich |               |         |                                                           |

| Arbitro: | Marri |

|         |           |           |
| Katz 7’ | Marcatori | 53’ Mujic |

| Arbitro: | Schärli |

|                                     |           |              |
| Monighetti 36’ Padula 79’ Simić 82’ | Marcatori | 22’ Wüthrich |

| Arbitro: | Ovcharov |

|  |           |               |
|  | Marcatori | 4’, 47’ Pacar |

| Wil 7 novembre 2016, ore 19:45 CET 14ª giornata | Wil   | 0 – 0 referto | Chiasso | IGP Arena (780 spett.)\| Arbitro: \| Dudic \| |
| Arbitro:                                        | Dudic |               |         |                                               |

| Arbitro: | Amhof |

|                             |           |  |
| Nuzzolo 24’ Karlen 84’, 90’ | Marcatori |  |

| Arbitro: | Ovcharov |

|  |           |                     |
|  | Marcatori | 49’ Winter 80’ Koné |

| Arbitro: | Musa |

|           |           |                               |
| Tadić 36’ | Marcatori | 20’ Šušnjar 63’ Milosavljević |

| Arbitro: | Dudic |

|                         |           |                       |
| Regazzoni 45’ Carri 83’ | Marcatori | 29’ Nsame 36’ Berisha |

#### Seconda fase, girone di andata
| Arbitro: | Erlachner |

|                                          |           |           |
| Mujic 30’ Belometti 38’ Marzouk 49’, 85’ | Marcatori | 4’ Silvio |

| Arbitro: | Tschudi |

|                        |           |             |
| Sessolo 43’ Mobulu 68’ | Marcatori | 82’ Marzouk |

| Arbitro: | Ovcharov |

|  |           |                 |
|  | Marcatori | 54’, 67’ Karlen |

| Arbitro: | Erlachner |

|                                               |           |           |
| Said 24’ Marzouk 59’, 66’ Mujic 60’ Simić 73’ | Marcatori | 21’ Garat |

| Arbitro: | Dudic |

|             |           |  |
| Dwamena 40’ | Marcatori |  |

| Chiasso 11 marzo 2017, ore 17:45 CET 24ª giornata | Chiasso | 0 – 0 referto | Wohlen | Stadio comunale Riva IV (680 spett.)\| Arbitro: \| Tschudi \| |
| Arbitro:                                          | Tschudi |               |        |                                                               |

| Arbitro: | Roth |

|                |           |                           |
| Vonlanthen 67’ | Marcatori | 5’, 85’ Marzouk 63’ Simić |

| Arbitro: | Jancevski |

|          |           |                  |
| Said 42’ | Marcatori | 58’ (rig.) Nsame |

| Arbitro: | Dudic |

|                                                         |           |  |
| Tahipi 7’, 69’ Lang 40’ (rig.), 55’ (rig.) Demhasaj 90’ | Marcatori |  |

#### Seconda fase, girone di ritorno
| Arbitro: | Ovcharov |

|                            |           |  |
| Nuzzolo 4’, 35’ Karlen 65’ | Marcatori |  |

| Arbitro: | Gut |

|                         |           |            |
| Gui 9’ Marzouk 45’, 58’ | Marcatori | 7’ Bottani |

| Arbitro: | Schärer |

|             |           |                     |
| Marzouk 34’ | Marcatori | 11’ Koné 76’ Winter |

| Arbitro: | Roth |

|                   |           |                   |
| Alphonse 45’, 49’ | Marcatori | 7’ Padula 66’ Gui |

| Arbitro: | Ovcharov |

|  |           |                                                                               |
|  | Marcatori | 8’ (rig.) Demhasaj 11’, 53’, 79’ Mikari 18’ (rig.) Facchinetti 69’ Tranquilli |

| Arbitro: | Superczynski |

|  |           |          |
|  | Marcatori | 26’ Said |

| Arbitro: | San |

|                     |           |                                   |
| Garat 19’ Burki 60’ | Marcatori | 26’ (rig.), 53’ Marzouk 34’ Simić |

| Arbitro: | Dudic |

|              |           |                         |
| Gui 32’, 48’ | Marcatori | 5’ Cortelezzi 38’ Savic |

| Arbitro: | Marri |

|                                            |           |         |
| Silvio 52’ Avanzini 61’ Schuler 87’ (rig.) | Marcatori | 64’ Gui |

### Coppa Svizzera
| 14 agosto 2016, ore 14:00 CEST Primo turno | Dulliken | 0 – 3 | Chiasso |  |

| Chiasso 17 settembre 2016, ore 14:30 CEST Secondo turno | Chiasso   | 1 – 0 referto | Wohlen | Stadio comunale Riva IV (400 spett.) |
| \| \| \| \| \| Padula 44’ \| Marcatori \| \|            |           |               |        |                                      |
|                                                         |           |               |        |                                      |
| Padula 44’                                              | Marcatori |               |        |                                      |

| Arbitro: | Schnyder |

|                            |           |           |
| Ljubičić 66’ Dessarzin 69’ | Marcatori | 9’ Padula |

## Statistiche

### Statistiche di squadra
| Competizione     | Punti | In casa | In casa | In casa | In casa | In casa | In casa | In trasferta | In trasferta | In trasferta | In trasferta | In trasferta | In trasferta | Totale | Totale | Totale | Totale | Totale | Totale | DR  |
| Competizione     | Punti | G       | V       | N       | P       | Gf      | Gs      | G            | V            | N            | P            | Gf           | Gs           | G      | V      | N      | P      | Gf     | Gs     | DR  |
| ---------------- | ----- | ------- | ------- | ------- | ------- | ------- | ------- | ------------ | ------------ | ------------ | ------------ | ------------ | ------------ | ------ | ------ | ------ | ------ | ------ | ------ | --- |
| Challenge League | 37    | 18      | 4       | 4       | 10      | 25      | 35      | 18           | 5            | 6            | 7            | 18           | 28           | 36     | 9      | 10     | 17     | 43     | 63     | -20 |
| Coppa Svizzera   | -     | 1       | 1       | 0       | 0       | 1       | 0       | 2            | 1            | 0            | 1            | 4            | 2            | 3      | 2      | 0      | 1      | 5      | 2      | +3  |
| Totale           | 37    | 19      | 5       | 4       | 10      | 26      | 35      | 20           | 6            | 6            | 8            | 22           | 30           | 39     | 11     | 10     | 18     | 48     | 65     | -17 |

### Andamento in campionato
| Giornata  | 1 | 2 | 3 | 4 | 5 | 6 | 7 | 8 | 9  | 10 | 11 | 12 | 13 | 14 | 15 | 16 | 17 | 18 | 19 | 20 | 21 | 22 | 23 | 24 | 25 | 26 | 27 | 28 | 29 | 30 | 31 | 32 | 33 | 34 | 35 | 36 |
| --------- | - | - | - | - | - | - | - | - | -- | -- | -- | -- | -- | -- | -- | -- | -- | -- | -- | -- | -- | -- | -- | -- | -- | -- | -- | -- | -- | -- | -- | -- | -- | -- | -- | -- |
| Luogo     | T | C | C | T | C | T | T | C | C  | T  | T  | C  | C  | T  | T  | C  | T  | C  | C  | T  | C  | C  | T  | C  | T  | C  | T  | T  | C  | C  | T  | C  | T  | T  | C  | T  |
| Risultato | N | P | P | V | P | N | P | P | P  | N  | N  | V  | P  | N  | P  | P  | V  | N  | V  | P  | P  | V  | P  | N  | V  | N  | P  | P  | V  | P  | N  | P  | V  | V  | N  | P  |
| Posizione | 5 | 7 | 9 | 5 | 7 | 8 | 9 | 9 | 10 | 10 | 10 | 8  | 9  | 9  | 9  | 10 | 9  | 9  | 8  | 8  | 9  | 8  | 9  | 9  | 7  | 7  | 8  | 9  | 9  | 9  | 8  | 8  | 8  | 8  | 8  | 8  |

Legenda:

Luogo: C = Casa; T = Trasferta. Risultato: V = Vittoria; N = Pareggio; P = Sconfitta.

### Statistiche dei giocatori
| Giocatore        | Challenge League | Challenge League | Challenge League | Challenge League | Coppa Svizzera | Coppa Svizzera | Coppa Svizzera | Coppa Svizzera | Totale   | Totale | Totale      | Totale     |
| Giocatore        | Presenze         | Reti             | Ammonizioni      | Espulsioni       | Presenze       | Reti           | Ammonizioni    | Espulsioni     | Presenze | Reti   | Ammonizioni | Espulsioni |
| ---------------- | ---------------- | ---------------- | ---------------- | ---------------- | -------------- | -------------- | -------------- | -------------- | -------- | ------ | ----------- | ---------- |
| E. Abedini       | 21               | 0                | 2                | 0                | 1              | 0              | 0              | 0              | 22       | 0      | 2           | 0          |
| A. Bellante      | 12               | 0                | 1                | 0                | 2              | 0              | 0              | 0              | 14       | 0      | 1           | 0          |
| S. Belometti     | 17               | 1                | 4                | 0                | 0              | 0              | 0              | 0              | 17       | 1      | 4           | 0          |
| S. Carri         | 14               | 1                | 2                | 1                | 2              | 0              | 0              | 0              | 16       | 1      | 2           | 1          |
| M. Cinquini      | 14               | 0                | 2                | 1                | 0              | 0              | 0              | 0              | 14       | 0      | 2           | 1          |
| L. Di Lauro      | 0                | 0                | 0                | 0                | 0              | 0              | 0              | 0              | 0        | 0      | 0           | 0          |
| T. Fekete        | 1                | 0                | 0                | 0                | 0              | 0              | 0              | 0              | 1        | 0      | 0           | 0          |
| A. Felitti       | 8                | 1                | 3                | 0                | 1              | 0              | 0              | 0              | 9        | 1      | 3           | 0          |
| B. Ferati        | 2                | 0                | 1                | 0                | 0              | 0              | 0              | 0              | 2        | 0      | 1           | 0          |
| L. Fioravanti    | 1                | 0                | 0                | 0                | 0              | 0              | 0              | 0              | 1        | 0      | 0           | 0          |
| L. Fomasi        | 0                | 0                | 0                | 0                | 0              | 0              | 0              | 0              | 0        | 0      | 0           | 0          |
| G. Franzese      | 3                | 1                | 0                | 0                | 0              | 0              | 0              | 0              | 3        | 1      | 0           | 0          |
| S. Guarino       | 3                | 0                | 0                | 0                | 0              | 0              | 0              | 0              | 3        | 0      | 0           | 0          |
| A. Guatelli      | 26               | 0                | 6                | 2                | 0              | 0              | 0              | 0              | 26       | 0      | 6           | 2          |
| G. Gui           | 14               | 5                | 0                | 0                | 2              | 0              | 0              | 0              | 16       | 5      | 0           | 0          |
| F. Hanachi       | 2                | 0                | 0                | 0                | 0              | 0              | 0              | 0              | 2        | 0      | 0           | 0          |
| R. Hiwat         | 2                | 0                | 0                | 0                | 0              | 0              | 0              | 0              | 2        | 0      | 0           | 0          |
| I. Ivić          | 27               | 0                | 9                | 0                | 2              | 0              | 0              | 0              | 29       | 0      | 9           | 0          |
| G. Kandiah       | 6                | 0                | 0                | 0                | 1              | 0              | 0              | 0              | 7        | 0      | 0           | 0          |
| D. Kaufmann      | 14               | 0                | 2                | 1                | 2              | 0              | 1              | 0              | 16       | 0      | 3           | 1          |
| D. Lagrotteria   | 7                | 1                | 0                | 0                | 0              | 0              | 0              | 0              | 7        | 1      | 0           | 0          |
| F. Lokaj         | 6                | 0                | 2                | 0                | 0              | 0              | 0              | 0              | 6        | 0      | 2           | 0          |
| I. Lurati        | 11               | 1                | 3                | 0                | 1              | 0              | 0              | 0              | 12       | 1      | 3           | 0          |
| S. Manfreda      | 0                | 0                | 0                | 0                | 0              | 0              | 0              | 0              | 0        | 0      | 0           | 0          |
| Y. Marzouk       | 18               | 12               | 1                | 0                | 0              | 0              | 0              | 0              | 18       | 12     | 1           | 0          |
| N. Milosavljević | 17               | 1                | 3                | 0                | 1              | 0              | 0              | 0              | 18       | 1      | 3           | 0          |
| M. Mitrovič      | 0                | 0                | 0                | 0                | 0              | 0              | 0              | 0              | 0        | 0      | 0           | 0          |
| M. Monighetti    | 32               | 2                | 5                | 0                | 1              | 0              | 0              | 0              | 33       | 2      | 5           | 0          |
| D. Mujic         | 25               | 6                | 8                | 0                | 1              | 0              | 0              | 0              | 26       | 6      | 8           | 0          |
| N. Nilović       | 2                | 0                | 1                | 0                | 0              | 0              | 0              | 0              | 2        | 0      | 1           | 0          |
| A. Padula        | 31               | 2                | 0                | 0                | 2              | 2              | 0              | 0              | 33       | 4      | 0           | 0          |
| G. Palma         | 26               | 0                | 15               | 0                | 2              | 0              | 1              | 0              | 28       | 0      | 16          | 0          |
| A. Ramadani      | 6                | 0                | 0                | 0                | 0              | 0              | 0              | 0              | 6        | 0      | 0           | 0          |
| S. Rauti         | 16               | 0                | 3                | 1                | 1              | 0              | 0              | 0              | 17       | 0      | 3           | 1          |
| A. Regazzoni     | 21               | 1                | 8                | 0                | 1              | 0              | 1              | 0              | 22       | 1      | 9           | 0          |
| T. Reymond       | 0                | 0                | 0                | 0                | 0              | 0              | 0              | 0              | 0        | 0      | 0           | 0          |
| S. Romano        | 1                | 0                | 0                | 0                | 0              | 0              | 0              | 0              | 1        | 0      | 0           | 0          |
| S. Rouiller      | 1                | 0                | 0                | 0                | 0              | 0              | 0              | 0              | 1        | 0      | 0           | 0          |
| C. Said          | 15               | 3                | 4                | 0                | 0              | 0              | 0              | 0              | 15       | 3      | 4           | 0          |
| A. Selmanaj      | 3                | 0                | 0                | 0                | 0              | 0              | 0              | 0              | 3        | 0      | 0           | 0          |
| V. Simić         | 33               | 4                | 3                | 0                | 1              | 0              | 0              | 0              | 34       | 4      | 3           | 0          |
| M. Urtic         | 33               | 0                | 7                | 0                | 2              | 0              | 0              | 0              | 35       | 0      | 7           | 0          |
| Đ. Šušnjar       | 10               | 1                | 0                | 0                | 2              | 0              | 0              | 0              | 12       | 1      | 0           | 0          |